# Tupi Paulista
Tupi Paulista é um município brasileiro do estado de São Paulo. Sua população estimada em 2024 era de 16 206 habitantes. O município é formado pela sede e pelo distrito de Oásis.

## História
A origem do antigo povoado de Tupi, atual Tupi Paulista, situado na zona da Alta Paulista, no espigão entre rio do Peixe e rio Aguapeí, banhado pelos ribeirões dos Marrecos e Nova Palmeira, assemelha-se a de tantos outros povoados da região: a venda de uma gleba de terras para resolver problemas de isolamento e ausência de vias de comunicação com outros centros urbanos.
Em 1941, Lélio de Toledo Pizza e Almeida, proprietário de gleba de matas, fundou uma povoação.
A atração de colonizadores se fez mediante a venda de lotes a preços acessíveis, após os trabalhos de desmatamento e arruamento feitos pelo engenheiro Francisco Cunha. A primeira denominação do loteamento foi “Tupy”, alterada posteriormente para Gracianópolis.
Com o crescimento econômico, surge a necessidade do desenvolvimento político-administrativo e o povoado elevou-se, em 30 de novembro de 1944, à condição de distrito, com terras desmembradas dos municípios de Andradina e Presidente Venceslau e do Distrito de Ribeirão dos Índios, sendo criado o Distrito de Paz de Gracianópolis, do município de Lucélia.

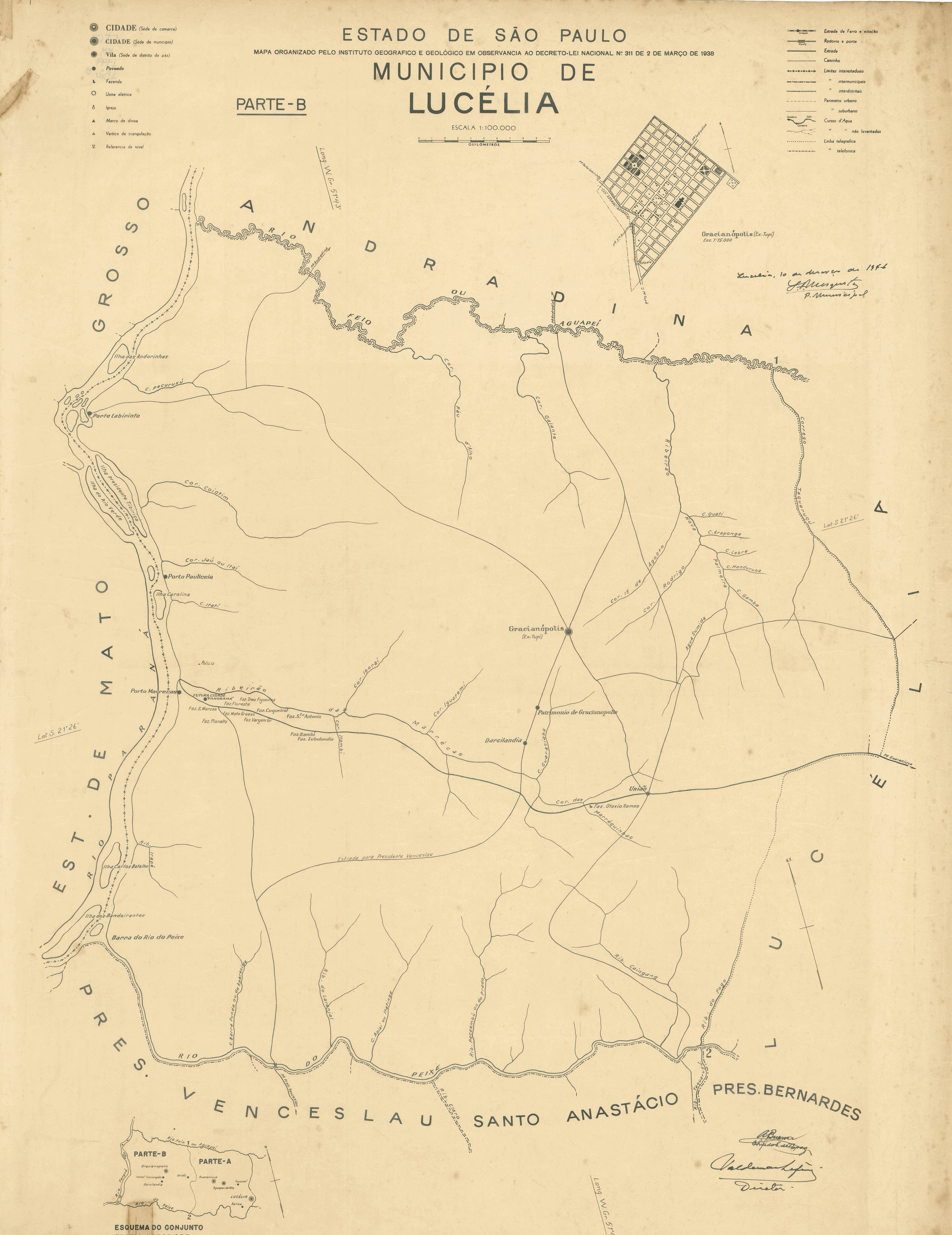
Mapa do distrito de Gracianópolis, município de Lucélia (1944).

A lavoura de café, principal fonte de riqueza do futuro município, começou a ser cultivada em 1948.
Em 24 de dezembro de 1948 o distrito adquiriu autonomia municipal e em 30 de dezembro de 1953 alterou o seu nome para Tupi Paulista, que passou a ser constituído dos distritos sede, Guaraciaba d'Oeste e Oásis.
Na década de 1960, Tupi Paulista teve sua fase áurea, impulsionada pela produção de café que atingiu a marca de 18 milhőes de pés em produção e com uma população rural estimada em 11.000 habitantes.

## Demografia

### População
| Crescimento populacional                             | Crescimento populacional | Crescimento populacional | Crescimento populacional |
| Ano                                                  | População Total          |                          | %±                       |
| ---------------------------------------------------- | ------------------------ | ------------------------ | ------------------------ |
| 1950                                                 | 17 651                   |                          | —                        |
| 1958                                                 | 22 900                   |                          | 29,7%                    |
| 1960                                                 | 18 261                   |                          | −20,3%                   |
| 1970                                                 | 15 720                   |                          | −13,9%                   |
| 1980                                                 | 16 348                   |                          | 4,0%                     |
| 1991                                                 | 14 045                   |                          | −14,1%                   |
| 2000                                                 | 13 286                   |                          | −5,4%                    |
| 2010                                                 | 14 269                   |                          | 7,4%                     |
| 2022                                                 | 15 854                   |                          | 11,1%                    |
| Est. 2024                                            | 16 206                   | [ 7 ]                    | 2,2%                     |
| Fontes: Censos Demográficos IBGE e Estimativas SEADE |                          |                          |                          |

## Geografia
Localiza-se a uma latitude 21º22'52" sul e a uma longitude 51º34'14" oeste, estando a uma altitude de 400 metros.

### Rodovias
- SP-294
- SP-563

## Infraestrutura

### Comunicações
O sistema de telefones automáticos foi inaugurado na cidade em 1979 pela Telecomunicações de São Paulo (TELESP), que também implantou o sistema de discagem direta à distância (DDD) em 1979 com o código de área (0188). Anteriormente a cidade era atendida pela Cia. Telefônica Alta Paulista.
Na década de 90 o código DDD da cidade foi alterado para (018), para padronização do sistema telefônico com a telefonia celular que estava sendo implantada em todo o estado.

### Transportes
Possui um aeroporto (código ICAO: SDTI) dotado de uma pista de 1200 metros em grama. Nesse aeroporto funciona o Aeroclube de Tupi Paulista.

## Administração
- Prefeito: Juliano Vigilato Guiro (PSD) – 2025/2028
- Vice-prefeito: Frederico Marquezim Gonçalves (PSD)
- Presidente da Câmara: Gilmar Ferro de Almeida (PSD) – 2025/2026 [16]

## Economia
O município é produtor de uvas finas de mesa (itália, rubi, benitaka, etc.) e uvas rústicas de mesa (niagara). Também produz seringueira, café, manga, leite, gado de corte, eucalipto. Atualmente a cultura de cana-de-açúcar tem aumentado sua participação em área plantada e em renda.
Há 3 associações de produtores rurais no município. A AVIRTUPI é a associação dos produtores de uva. A AMPROBAP é a associação dos produtores rurais da microbacia do bairro do Barro Preto e os associados produzem diversos produtos. A APRUTUPI é a associação dos produtores que tem como objetivo a prestação de serviços de máquinas agrícolas aos associados.

## Religião
O Cristianismo se faz presente na cidade da seguinte forma:

### Igreja Católica
- A igreja faz parte da Diocese de Marília.[18]

### Igrejas Evangélicas
- Assembleia de Deus Ministério do Belém.[19][20]
- Congregação Cristã no Brasil.[21]
- Igreja Batista